# Giuseppe Sordini
 Giuseppe Sordini né à Spolète le 6 septembre 1853 et mort dans cette même ville le 8 juin 1914 est un archéologue, critique d'art italien